# Yer-2 (航空機)
Yer-2
- 用途：長距離爆撃機
- 設計者：V・G・エルモラーエフ記念試作設計局
- 製造者：
- 運用者： ソビエト連邦（赤色空軍）
- 初飛行：1940年5月14日
- 生産数：約360-370機
- 運用開始：1941年
- 退役：1950年?

Yer-2（Yermolayev Yer-2）は、第二次世界大戦中に使用されたソビエト連邦の長距離中型爆撃機である。

## 概要
本機は戦争前の試作旅客機 バルティーニ Stal-7を基に開発され、1941年のバルバロッサ作戦以降にはエストニアの基地からのベルリン爆撃に使用された。工場を優先度の高いイリューシン Il-2地上攻撃機の生産に振り向けるために1941年8月に生産停止となったが、1943年末に新しい燃費効率に優れたチャロムスキー ACh-30B 航空用ディーゼルエンジンを装着して生産が再開された。
長距離中型爆撃機として設計されたにもかかわらずYer-2はモスクワの戦いでは戦術地上攻撃作戦に駆り出されて甚大な損害を出した。漸減しつつも残存機は使用され続け、1943年8月に最後の1機が飛行学校へ移管された。しかし1943年に生産が再開されたことで1945年4月に再び実戦任務に投入された。Yer-2は1940年代末に4発爆撃機に代替されるまで長距離空軍で就役し続けた。

## 開発
ロベルト・バルティーニは、ZOK NII GVF (ロシア語: Zavod Opytno Konstrooktorskoye Naoochno-Issledovatel'skiy Institoot Grazdahnskovo Vozdooshnovo Flota—" Factory for Special Construction at the Scientific Test Institute for the Civil Air Fleet")の主任技術者だった時にStal-7旅客機を設計、製作した。Stal-7の性能は非常に良好であり、特にペイロードの面で総搭載量が総重量の56%以上を占めていた。1938年初めのテスト飛行中に最大離陸重量での離陸中に試作機が墜落し、 同年2月にバルティーニは逮捕されシベリアのグラグに収監された。バルティーニの逮捕後にStal-7の設計を長距離爆撃機に転換（バルティーニが胴体内に爆弾倉用の空間を確保していたため作業は楽であった）する任務を帯びてウラディミール・エルモラーエフが第240設計局（OKB-240）の主任設計者に任命されるまでStal-7は修復されずに放置されていた。修復後にStal-7は、1939年8月28日に実施されたモスクワ—スヴェルドロフスク—セヴァストポリ—モスクワの5,086kmを平均速度405km/hで飛行する無着陸記録飛行を含む飛行試験プログラムを実施した。
爆撃機版として命名されたDB-240 (ロシア語: dahl'niy bombardirovschik—"長距離爆撃機")の主要な設計は1939年初めには完了し、7月には2機の試作機の製作が開始された。構造体がほぼ全面的に再設計されたためにDB-240にはStal-7の全般レイアウトから引き継がれたものはほとんど無かった。パイロットの下方視界を改善するためにコクピットは左側に寄せられ、航法士/爆撃手は7.62mmShKAS機関銃を装備した前面ガラス張りの機首に座り、通信士はパイロットの右側下方に位置していた。機体背面に12.7mmベレージン UBT機関銃を備えた半引き込み式銃塔と下面ハッチに7.62mm ShKAS機関銃を装備し、爆弾倉内に最大2,000kg、機外に2発の500kg爆弾を懸架可能で、4,600kgまでの燃料を搭載できた。DB-240は実験段階のクリーモフ M-106 V型12気筒エンジンを装着するように設計されていたが、M-106エンジンが入手不可能であったために低出力のクリーモフ M-105を使用せざるを得なかった。
DB-240の試作機は1940年5月14日に初飛行を行い、9月27日に軍の領収テストが開始された。低出力エンジンのおかげでDB-240は計画性能には到達しなかった。計画値の高度6,000mで500km/hに対して、高度4,250mで445km/hしか発揮できなかった。防御兵装は不十分であると考えられ、その他の問題点は非常に長い離陸距離とエンジンの欠陥等があった。しかし、1,000kgの爆弾を搭載して長航続距離4,100kmという長所は、これらの欠点を相殺した。DB-240はエルモラーエフ Yer-2としてヴォロネジの第18工場での量産が命じられた。
1941年3月から生産が開始され6月22日まで約50機が納入された。これらの機体は試作機よりも約5〜8km/h低速であり、標準重量は12,200kgから12,520kgへ増加していた。工場を優先度の高いイリューシン Il-2地上攻撃機の生産に振り向けるためにYer-2は128機を生産した後の1941年8月に生産停止となった。
1機のYer-2が、実験段階にあったミクーリン AM-37エンジン、強化された降着装置、航法士と銃手用の防弾座席と元々の7.62mm ShKAS機関銃の代わりに12.7mm UBT機関銃を装備するように改装された。この機体は1941年7月に初飛行を行い、高度6,000mで505km/hに達したが、1,000kgの爆弾搭載時の航続距離は3,500kmへ減じていた。この型の顕著な問題点は、草地滑走路からの運用を妨げる長大な離陸距離であった。このエンジンは信頼性が低かったが、ミクーリン設計局は冷却に関する問題を解決するための資源を割くことが出来ず、ドイツ軍の侵攻により工場がモスクワから撤退せざるを得なくなった10月には作業がキャンセルされた。
チャロムスキー M-40F ディーゼルエンジンも1941年にYer-2に装着されて評価された。全てのディーゼルエンジンと同様にこのエンジンは通常のガソリンエンジンと比べて大幅に燃料消費率が向上していたが、重量の面ではかなり不利であった。このエンジンを使用することにより最大離陸重量は13,500kgに増加し、これに応じて降着装置の強化と翼面荷重を同一に保つために主翼面積を増加させる必要が生じた。このM-40Fエンジンを装着した型の最高速度は高度6,050mで430km/hに達したが、M-40はまだ実用段階ではなく、この型の開発計画は破棄された。
この機体/エンジンの組み合わせは十分な性能を発揮できなかったため、M-40と密接に関係しているがより熟成の進んだチャロムスキー ACh-30B ディーゼルエンジンとの組み合わせで開発作業は続けられた。コクピットは2名のパイロットが並列に座るように改良され、主翼と尾翼の面積が増やされた。背面銃塔の12.7mm UBT機関銃は20mmShVAK 機関砲に、機首と胴体下面の7.62mm ShKAS機関銃は12.7mm UBT機関銃に交換された。燃料は最大5,460kgまで搭載することができた。Yer-2/ACh-30Bは1943年末からイルクーツクの第39工場で生産に入り、生産初号機は翌月に軍の受け入れテストに供された。余剰の数機はYer-20N VIP輸送機へ改装された。

## 運用の歴史
1941年6月22日にドイツの侵攻が開始された時にはYer-2はまだ実戦配備されていなかったが、その後間もなく第420と第421長距離爆撃連隊（ロシア語: Dahl'niy Bombardirovchnyy Aviapolk—DBAP）が編成された。しかし両連隊共に夏の終わりまでいかなる作戦任務にも参加しなかった。8月10日の夜に第420長距離爆撃連隊のYer-2が第432長距離爆撃連隊のペトリャコフ Pe-8と共にベルリンへの爆撃に赴くためにレニングラード近郊のPushkino飛行場から離陸した。完全爆装のYer-2にとっては滑走路が短か過ぎたが、3機は何とか離陸に成功した。2機はベルリン又はその周辺部への爆撃を達成したが、無事に帰還できたのは1機のみで、別の1機はソビエト領空へ戻った時に友軍のポリカルポフ I-16に撃墜され、3機目は行方不明となった。第420長距離爆撃連隊所属の3名の搭乗員が8月28 - 29日と8月30 - 9月1日の夜にモスクワ南東のラメンスコエ飛行場からケーニヒスベルクを爆撃した。
1941年10月1日には63機のYer-2が就役していたが、実働状態にあったのは34機のみであった。11月の初めまでに第420長距離爆撃連隊は154 ソーティ（8月に6、9月に81、10月に67ソーティ）に出撃し、40機中の30機を失った。この中の半数以上（19機）は戦闘以外での損失であった。モスクワの戦いの間にドイツ軍の最前線戦術標的に対する低空攻撃に不適切にも投入されたお陰で秋季と冬季には損失が最高潮に達し、1942年3月18日には稼働中なのは僅か12機となっていた。8月4日時点で第747長距離爆撃連隊の手持ちのYer-2は僅か10機となり、短期間スターリングラード攻防戦へ投入された。機数が減る中で残存機は飛行を続け、1943年8月に最後の数機が第2親衛長距離爆撃連隊（the 2nd Guards DBAP）と第747長距離爆撃連隊の手で飛行学校へ移管された。
Yer-2は1943年末に生産が再開されたが、1944年6月1日までに新造機は1機も実戦部隊へは支給されなかった。しかし1945年1月1日には42機が、戦争終結後の5月10日には101機が就役していた。生産再開後にYer-2が使用された最初の実戦任務は第327と第329爆撃航空連隊(ロシア語: Bombardirovchnyy Aviatsionyy Polk)による1945年4月7日に実施されたケーニヒスベルクへの爆撃であった。Yer-2は1940年代遅くにツポレフ Tu-4のような4発爆撃機に代替されるまで長距離空軍に就役し続けた。

## 派生型
DB-240
1,050 hpのM-105エンジンを装着したYer-2の2機の試作機。
Yer-2
M-105エンジンを装着した量産型。128機生産。
Yer-2/AM-37
出力 1,380hpのミクーリン AM-37試作エンジンに換装した1機。全Yer-2中で最速。
Yer-2/M-40F
改良された主翼を持つ最初のディーゼルエンジンを装着したYer-2。1機が出力1,500hpのチャロムスキー M-40F ディーゼルエンジンに換装
Yer-2/ACh-30B
ディーゼルエンジン装着版の量産型。チャロムスキー ACh-30Bディーゼルエンジンの低信頼性と不安定な回転にもかかわらず性能は優秀であった。M-105エンジン装着版に比べて航続距離は1,500 km (930 mi)増加した。
Yer-20N
（ロシア語: Osobogo Naznachyeniya–特別任務）量産型のYer-2/ACh-30B から2機がVIP用の12座席の客室、軍用機器の撤去、爆弾倉内の長距離飛行用燃料タンク装備へと改装。3機目がYer-2（1941年製造）から改装され、イルクーツク - モスクワ間のシャトル便に使用された。
Yer-2N
（ロシア語: Nositel- 運搬機）鹵獲したアルグス As 014 パルスジェット用のエンジン・テストベッド機として1機が改装。
Yer-2/MB-100
出力2,200のDobrotvorskii MB-100エンジン用のエンジン・テストベッド機として1機が1945年に改装
Yer-4
Yer-2シリーズの最後は1941年製の機体にACh-30BFエンジンを装着したもので、Yer-4と命名された。主翼が多少延長され、離陸重量の増加と武装の強化が図られた。試作機は1943年12月にテストされたが、量産には入らなかった。

## 運用
ソビエト連邦
- VVS (ロシア語: Voyenno-Vozdooshnyye Seely—ソ連空軍)
  - ADD (ロシア語: Aviahtsiya Dahl'nevo Deystviya—長距離空軍)
    - 第420長距離爆撃航空連隊。後の第748長距離爆撃航空連隊
    - 第420長距離爆撃航空連隊。後の第747長距離爆撃航空連隊
    - 第747長距離爆撃航空連隊
    - 第748長距離爆撃航空連隊。後の第2親衛長距離爆撃連隊（the 2nd Guards Long-Range Aviation Regiment）
    - 第327長距離爆撃航空連隊
    - 第329長距離爆撃航空連隊

## 要目

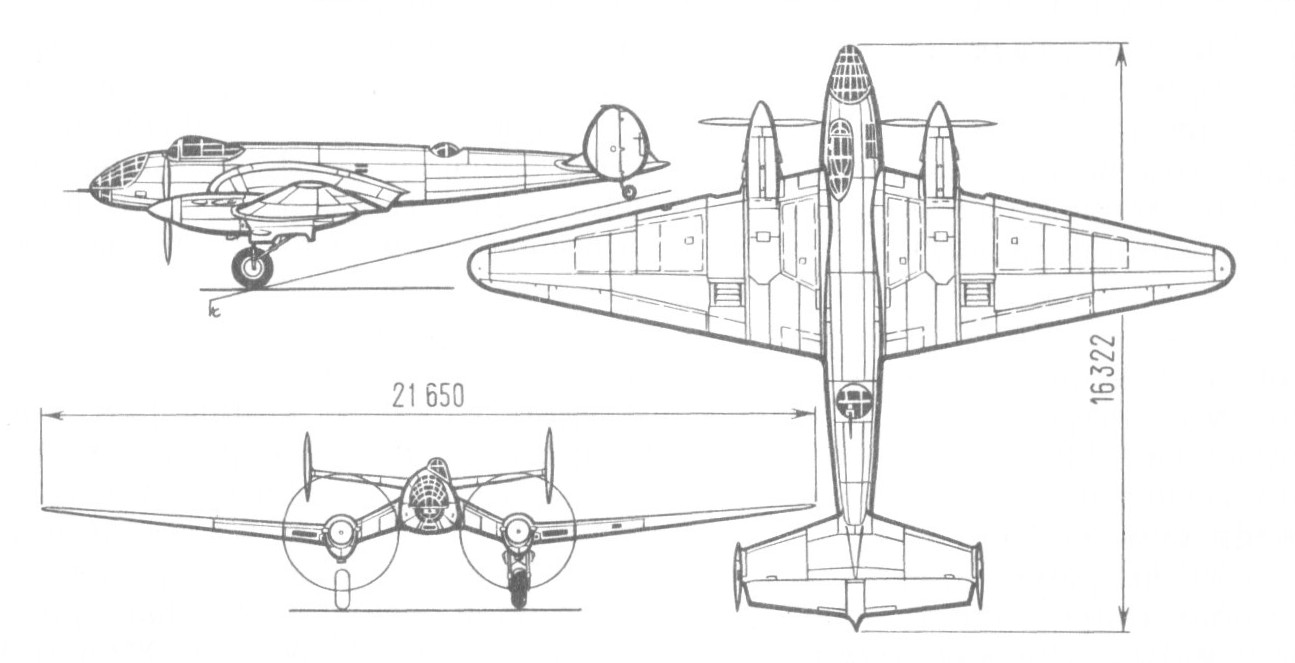
三面図

(Yer-2/ACh-30B)　Gunston, Bill. Encyclopaedia of Russian Aircraft 1875–1995, p. 503
- 乗員：4名
- 全長：16.42 m (53 ft 10½ in)
- 全幅：23 m (75 ft 5½ in)
- 全高：4.82 m (15 ft 10 in)
- 翼面積：79 m² (850 ft²)
- 空虚重量：10,455 kg (23,049 lb)
- 全備重量：18,580 kg (40,961 lb)
- エンジン：2 × チャロムスキー ACh-30 ディーゼルエンジン, 1,118 kW (1,500 hp)
- 最大速度：420 km/h (261 mph)
- 実用上昇限度：7,200 m (23,620 ft)
- 航続距離：5,500 km (3,418 miles)
- 武装：
  - 1 × 12.7mm ベレージン UBT機関銃 (機首)
  - 1 × 12.7mm ベレージン UBT機関銃 (胴体下面)
  - 1 × 20mm ShVAK 機関砲 (胴体背面)
  - 爆弾 5,000 kg (11,023 lb)：爆弾倉